# Dreiband-Europameisterschaft 1976

Logo CEB (ausrichtender Verband)

Veranstaltungsort: Valencia

Die Dreiband-Europameisterschaft 1976 war das 34. Turnier in dieser Disziplin des Karambolagebillards und fand vom 2. bis 7. März 1976 in Valencia statt. Es war nach dreimal in Madrid die vierte Dreiband-EM in Spanien.

## Geschichte
Wieder einmal mit allen Turnierrekorden holte sich Raymond Ceulemans erwartungsgemäß den Dreibandtitel bei dieser Europameisterschaft. Zweiter wurde, auch wenn er nicht seine Bestleistungen zeigen konnte, sein Freund aus Deurne (Noord-Brabant) Ludo Dielis. Der Österreicher Johann Scherz verpasste seinen neunten Silbermedaillenrang bei einer EM durch eine Niederlage gegen den Italiener Antonio Oddo. Der deutsche Teilnehmer Dieter Müller belegte wie in den beiden Vorjahren den neunten Platz. Er spielte trotzdem ein sehr starkes Turnier. Mit 0,964 stellte er einen neuen deutschen Rekord über elf Partien auf. Damit verbesserte er den alten Rekord von August Tiedtke, aufgestellt bei der Dreiband-WM 1958 in Barcelona. Erstmals spielten alle Teilnehmer bei einer EM mindestens eine Partie mit über 1 Durchschnitt. Insgesamt war es bis dato die beste Europameisterschaft mit einem Turnierdurchschnitt von 0,948.

## Modus
Gespielt wurde im System „Jeder gegen Jeden“ bis 60 Punkte mit Nachstoß/Aufnahmegleichheit.

## Abschlusstabelle
| MP    | Match Points (Sieger = 2; Unentschieden = 1; Verlierer = 0) |
| Pkte. | Erzielte Karambolagen                                       |
| Aufn. | Benötigte Versuche                                          |
| GD    | Generaldurchschnitt                                         |
| BED   | Bester Einzeldurchschnitt eines Spielers                    |
| HS    | Höchstserie                                                 |
|       | Bester GD des Turniers                                      |
|       | Bester ED des Turniers                                      |
|       | Beste HS des Turniers                                       |
|       | 1. Platz (Gold)                                             |
|       | 2. Platz (Silber)                                           |
|       | 3. Platz (Bronze)                                           |

| Endklassement              | Endklassement     | Endklassement | Endklassement | Endklassement | Endklassement | Endklassement | Endklassement |
| Platz                      | Name              | MP            | Pkte.         | Aufn.         | GD            | BED           | HS            |
| -------------------------- | ----------------- | ------------- | ------------- | ------------- | ------------- | ------------- | ------------- |
| 1                          | Raymond Ceulemans | 22:0          | 660           | 422           | 1,563         | 2,222         | 12            |
| 2                          | Ludo Dielis       | 16:6          | 587           | 591           | 0,993         | 1,395         | 11            |
| 3                          | Johann Scherz     | 15:7          | 630           | 577           | 1,091         | 1,428         | 8             |
| 4                          | Avelino Rico      | 12:10         | 601           | 643           | 0,934         | 1,132         | 10            |
| 5                          | Claudio Nadal     | 12:10         | 586           | 648           | 0,904         | 1,304         | 11            |
| 6                          | Roland Dufetelle  | 11:11         | 624           | 649           | 0,961         | 1,304         | 9             |
| 7                          | John Korte        | 10:12         | 588           | 639           | 0,920         | 1,153         | 11            |
| 8                          | Herman Popeijus   | 10:12         | 570           | 653           | 0,872         | 1,090         | 8             |
| 9                          | Dieter Müller     | 8:14          | 578           | 599           | 0,964         | 1,200         | 10            |
| 10                         | Mario Machado     | 8:14          | 531           | 671           | 0,791         | 1,200         | 8             |
| 11                         | Lennart Blomdahl  | 4:18          | 523           | 633           | 0,826         | 1,250         | 10            |
| 12                         | Antonio Oddo      | 4:18          | 527           | 657           | 0,802         | 1,200         | 9             |
| Turnierdurchschnitt: 0,948 |                   |               |               |               |               |               |               |